# Lismore (New South Wales)
Lismore is een stad in New South Wales, Australië, op 764 kilometer ten noorden van Sydney.
Het centrum van Lismore ligt nabij de oostkust en Byron Bay. Het kustplaatje Ballina is ook dichtbij. Er zijn een aantal regenwouden in het gebied, overblijfselen van wat ooit de Big Scrub was. Tegenwoordig zijn deze beschermd. Het dichtstbijzijnde nationale park is het Nightcap National Park.

## Demografie
Lismore telde in 2007 ongeveer 48.000 inwoners; een groot percentage hiervan waren studenten aan de Southern Cross-universiteit, en ouderen. Tussen 1996 en 2001 daalde de populatie met 0,5%, maar daarna steeg deze weer. Aboriginals vormden 2,6% van de populatie (1422 personen). De gemiddelde leeftijd was 36 jaar.

## Geschiedenis
Lismore ligt in het gebied waar oorspronkelijk de Bundjalung Aboriginals leefden. De Bundjalung kwamen ongeveer 8.000 jaar geleden uit noord-Australië.
De Europese geschiedenis van Lismore begon rond 1843. Een stuk land in het Lismore-gebied van ongeveer 93 km² werd in bezit genomen door Kapitein Dumaresq. In het gebied hield hij schapen. Later dat jaar nam Ward Stephens het over maar besloot dat het gebied niet geschikt was voor het houden van schapen. In januari 1845 namen de Schotse emigranten William en Jane Wilson het gebied over. Jane Wilson vernoemde het gebied naar Lismore, Schotland, waar het koppel was getrouwd. In 1855 kreeg Frederick Peppercorne, een onderzoeker, van Sir Thomas Mitchell de instructie om een geschikte plaats aan te wijzen om een dorpje in dat gebied te bouwen. Hij koos het gebied van William Wilson dat in de NSW Government Gazette van 1 mei 1856 tot "Town of Lismore" werd uitgeroepen.

## Klimaat
Lismore geniet het hele jaar door een mild tot warm klimaat, met weinig regenval. 's Zomers variëren de temperaturen van ongeveer 27 °C to 40 °C. Het subtropische klimaat gecombineerd met de geografische ligging zorgt ervoor dat het gebied relatief vochtig is, vooral tijdens de zomer.

## Industrie
De vier grootste industrieën in volgorde van het aantal werknemers zijn: detailhandel, zorg, onderwijs (Southern Cross-universiteit) en agricultuur (Norco milk).

## Geboren in Lismore
- Adam Pine (1976), zwemmer

Albury ·
Armidale ·
Bathurst ·
Blue Mountains ·
Broken Hill ·
Cessnock ·
Coffs Harbour ·
Dubbo ·
Gosford ·
Goulburn ·
Grafton ·
Griffith ·
Greater Taree ·
Hawkesbury ·
Lake Macquarie ·
Lismore ·
Lithgow ·
Maitland ·
Newcastle ·
Orange ·
Queanbeyan ·
Shellharbour ·
Shoalhaven ·
Sydney (hoofdstad) ·
Tamworth ·
Tanglewood ·
Wagga Wagga ·
Wollongong ·
Wyong